# Youghal
Youghal (Eochaill in irlandese) è una città portuale nella contea di Cork, in Irlanda.

## Geografia
Youghal è situata all'estuario del fiume Blackwater, che gli ha dato nel passato una grande importanza strategica e militare.
Edificata lungo la riva del fiume, la città è disposta in una forma particolarmente stretta e lunga.

## Storia
Il suo nome (Eochaill, «foresta di tassi») si riferisce ai boschi che erano numerosi nelle vicinanze.

## Nei media
Nota per essere stata un luogo dove il regista John Huston girò Moby Dick, la balena bianca, nel 2022 vi è stata ambientata la storia di Dampyr uscita nei numeri 271 e 272 della serie.